# Jonathan da Silveira Fernandes Reis
Jonathan da Silveira Fernandes Reis, noto semplicemente come Fernandes (Rio de Janeiro, 21 febbraio 1995), è un calciatore brasiliano, centrocampista del Bashundhara Kings.

## Caratteristiche tecniche
È un trequartista.

## Carriera
Cresciuto nel settore giovanile del Botafogo, ha esordito il 31 gennaio 2015 in occasione del match del Campionato Carioca vinto 1-0 contro il Boavista-RJ.

## Palmarès

### Club

#### Competizioni statali
- Taça Guanabara: 1

Botafogo: 2015
- Campionato Carioca: 1

Botafogo: 2018

#### Competizioni nazionali
- Campionato bengalese: 1

Bashundhara Kings: 2021
- Coppa del Bangladesh: 2

Bashundhara Kings: 2021, 2024-2025